# Liste der Baudenkmale in Buchholz-Kleefeld
Die Liste der Baudenkmale in Buchholz-Kleefeld enthält die Baudenkmale der hannoverschen Stadtteile Groß-Buchholz, Heideviertel und Kleefeld. Aufgrund der hohen Anzahl von Baudenkmalen ist die Liste geteilt, die Baudenkmale sind folgenden Listen aufgeführt:
- Liste der Baudenkmale in Groß-Buchholz
- Liste der Baudenkmale in Kleefeld (Hannover)